# Ископаемые растения

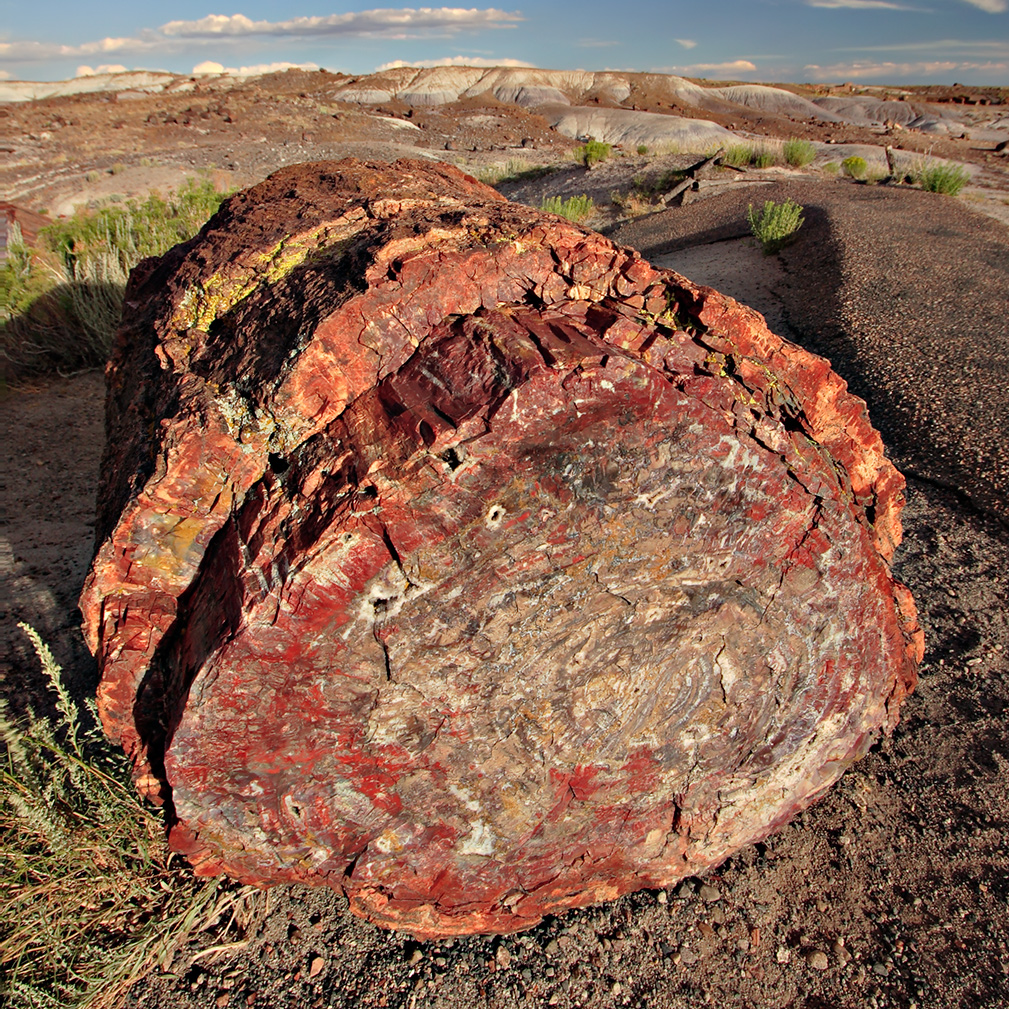
Окаменелое дерево в парке Петрифайд-Форест

Ископаемые растения — вымершие растения, остатки которых сохранились в недрах Земли в виде окаменелостей, образовавшихся в результате длительных сложных химических процессов. 
В целом виде сохраняются низшие растения (бактерии и водоросли), из высших — мхи, некоторые мелкие формы, от крупных высших растений — только их разрозненные части: стебли, кора, листья, цветки, плоды, семена. 
Ископаемые растения — индикаторы климатов и ландшафтов прошлых геологических эпох, они отражают этапы эволюционного развития растительности на Земле. Используются в геологии для определения возраста отложений и условий их формирования. 
Изучением ископаемых растений занимается палеоботаника.